# El Pilar (Santa Cruz de La Palma)
El Pilar, también conocido como la Huerta Nueva, es un barrio de la ciudad de Santa Cruz de La Palma (Canarias, España). Situado en la parte alta de la capital palmera, está constituido por las urbanizaciones de El Pilar y Santiago. 

## Geografía
El barrio se encuentra sobre en el lomo situado entre los barrancos de Las Nieves al norte y de Dolores al sur. Recibía históricamente el nombre de lomo de San José primero, y de Los Dolores después, debido al traslado del hospital homónimo. Las urbanizaciones del barrio se encuentran en el fondo de saco de la calle El Pilar.
|                            | Norte: El Velachero     |                   |
| Oeste: Barranco de Dolores |                         | Este: El Marquito |
|                            | Sur: La Palmita y Jorós |                   |

## Historia
La Huerta Nueva se encontraba en esta zona desde principios del siglo xvi, abarcando en su interior las actuales calles José López y El Pilar. Esta zona albergaba una caja de reparto de agua para la finca, cuyo caudal seguía hacia otras huertas y llegaba al pozo del Concejo. La propiedad de la Huerta Nueva estuvo dividida en dos partes, que pertenecían a diferentes propietarios.
En la década de 1960, se construyeron en la Huerta Nueva dos grupos de viviendas. En 1965 fue entregado el primer grupo, denominado como El Pilar, seguido posteriormente en ese mismo año por Santiago. La participación de los vecinos en una campaña de misiones católicas motivó al obispo Luis Franco Cascón a considerar la creación de una parroquia para el barrio, materializada en 1967.
En 1973 se instaló en la zona el entonces Instituto Femenino de Santa Cruz de La Palma, construido en terrenos de una antigua finca de plátanos. Entre las décadas de 1970 y 1980 fue ampliado, y desde 1994 recibe el nombre de IES Luis Cobiella Cuevas. Durante esa década de 1990 se produce una reconstrucción urbana del barrio.
En 2025 el Gobierno de Canarias y el Ayuntamiento de Santa Cruz de La Palma acuerda la creación de un parque periurbano en la Huerta Nueva.